# Celestynów (gmina)
Celestynów – gmina wiejska w województwie mazowieckim, w powiecie otwockim. W latach 1975–1998 gmina położona była w województwie warszawskim.
Siedzibą gminy jest Celestynów.
Według danych z 31 grudnia 2012 gminę zamieszkiwało 11 547 osób. Natomiast według danych z 31 grudnia 2020 roku gminę zamieszkiwało 11 701 osób.

## Jednostki pomocnicze gminy
Gmina Celestynów zostało podzielona na 15 jednostek pomocniczych gminy – 15 sołectw.
Sołectwa:
| - Celestynów - Dąbrówka - Dyzin - Glina - Jatne | - Lasek - Ostrowik - Ostrów - Podbiel - Pogorzel | - Ponurzyca - Regut - Stara Wieś - Tabor - Zabieżki |

## Struktura powierzchni
Według danych z roku 2002 gmina Celestynów ma obszar 88,92 km², w tym:
- użytki rolne: 36%
- użytki leśne: 53%

Gmina stanowi 14,46% powierzchni powiatu.

## Demografia

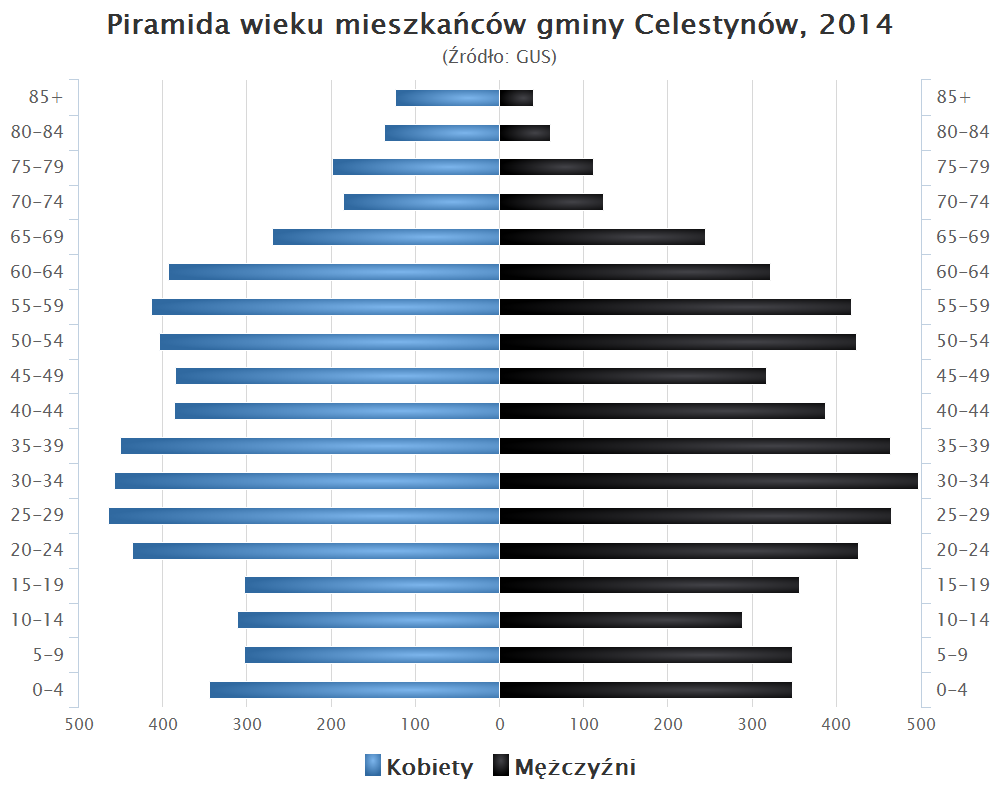
Piramida wieku mieszkańców gminy Celestynów w 2014 roku

Dane z 31 grudnia 2012:
| Opis                              | Ogółem | Ogółem | Kobiety | Kobiety | Mężczyźni | Mężczyźni |
| --------------------------------- | ------ | ------ | ------- | ------- | --------- | --------- |
| jednostka                         | osób   | %      | osób    | %       | osób      | %         |
| populacja                         | 11 547 | 100    | 5925    | 51,3    | 5622      | 48,7      |
| gęstość zaludnienia (mieszk./km²) | 129,9  | 129,9  | 66,6    | 66,6    | 63,3      | 63,3      |

## Historia

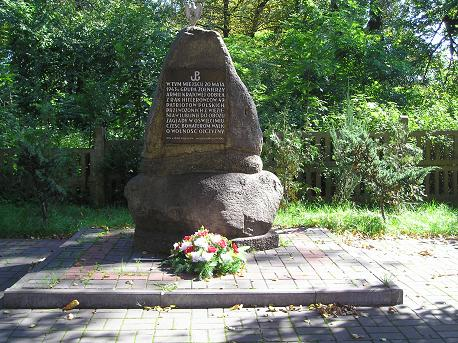
Tablica upamiętniająca odbicie więźniów

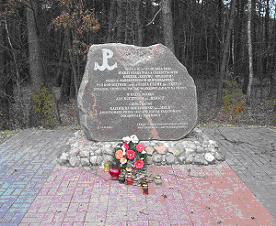
Obelisk upamiętniający akcję oddziału „Kedywu Kolegium” z 12 grudnia 1943 r.

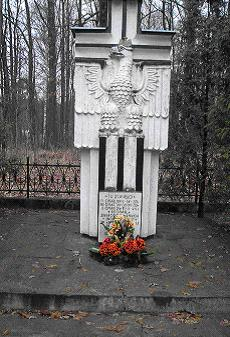
Obelisk upamiętniający ofiary II wojny światowej (Celestynów pl. św. Kazimierza

Pierwsze wzmianki historyczne o Celestynowie i okolicznych wsiach pochodzą z 1827, natomiast Gmina Celestynów jako twór administracyjny powstała w 1952. Nazwa miejscowości pochodzi prawdopodobnie od imienia miejscowego karczmarza Celestyna, bądź też córki ówczesnego właściciela majątku Radzin – Celestyny Polakiewiczówny. Lasy wokół Celestynowa były w czasie II wojny światowej miejscem działań zbrojnych zorganizowanego ruchu oporu i lokalnej ludności. Organizowano akcje dywersyjne, wykolejano pociągi. Jedną z najbardziej znanych była akcja „Celestynów”. 20 maja 1943 roku oddział dyspozycyjny Kedywu komendy Głównej AK, złożony głównie z Grup Szturmowych Szarych Szeregów, pod dowództwem T. Zawadzkiego ps. „Zośka”, odbił na stacji kolejowej 49 więźniów przewożonych z Lublina do obozu koncentracyjnego w Oświęcimiu. Wydarzenie to zostało upamiętnione w książce Aleksandra Kamińskiego Kamienie na szaniec. Uczczono je również tablicą pamiątkową obok budynku stacyjnego.
W Lasku powstała placówka naukowo badawcza – Zakład Wysokich Ciśnień PAN.

### Historia administracyjna
Gmina Celestynów powstała – de iure – 1 lipca 1952 w powiecie warszawskim w woj. warszawskim z następujących obszarów:
- gromad Celestynów, Dąbrówka, Glina, Lasek, Pogorzel i Tabor z gminy Karczew powiatu warszawskiego (przekształconej równocześnie w dzielnicę Karczew)[6];
- gromad Ponurzyca, Podbiel i Regut z gminy Osieck powiatu garwolińskiego[7];
- gromad Bocian, Człekówka, Dyzin, Jatne, Ostrowik i Ostrów oraz części gromad Chrosna, Gózd, Karpiska, Sępochów i Skorupy z gminy Kołbiel powiatu mińskiego[7];
- części gromad Kruszowiec i Siwianka z gminy Glinianka powiatu mińskiego[7].

De facto, gmina Celestynów nie powstała, ponieważ w następstwie likwidacji powiatu warszawskiego, przeniesiono ją tego samego dnia do nowo utworzonego powiatu miejsko-uzdrowiskowego Otwock, gdzie została przekształcona w jedną z jego ośmiu jednostek składowych – dzielnicę Celestynów.
Dzielnica Celestynów przetrwała do końca 1957 roku, czyli do chwili zniesienia powiatu miejsko-uzdrowiskowego Otwock, przekształcając go w zwyczajny powiat otwocki. 1 stycznia 1958, już w nowo utworzonym powiecie otwockim, przekształcono ją w gromadę Celestynów.
Gromada Celestynów przetrwała do końca 1972 roku, czyli do kolejnej reformy gminnej. 1 stycznia 1973 w powiecie otwockim utworzono po raz pierwszy de facto gminę Celestynów.

## Flaga i herb
Obecny kształt i kolor flagi oraz herbu Gminy Celestynów obowiązuje od 1998 roku. Herbem Gminy Celestynów są w polu błękitnym dwie skrzyżowane gałązki dębowe z żołędziami barwy złotej oraz krzyżem kawalerskim, także barwy złotej. W swym przedstawieniu herb Gminy Celestynów odwołuje się do miejscowych tradycji i przyrody, a pośrednio także do nazwy gminy. Krzyż kawalerski nawiązuje do słynnej Akcji Celestynów przeprowadzonej 20 maja 1943 roku. Ma on również nawiązywać do herbu rodziny Polakiewiczów, z których Tomasz był uczestnikiem kampanii napoleońskich 1812 i 1813 roku i został odznaczony krzyżem Virtuti Militari. Liście i gałązki dębowe symbolizują najstarsze ziemie pokryte lasem dębowym, od których powstała nazwa Dąbrówka. W heraldyce krzyż może być również uznawany za wizerunek drzewa, zaś dąb jest symbolem siły, potęgi i piękna.
Barwami Gminy Celestynów są kolory żółty – niebieski – żółty na fladze trójstrefowej, w układzie równoległych pasów poziomych jednakowej szerokości. Stosunek wysokości do długości flagi jest jak 5:8. Błękitna barwa pola tarczy herbowej ma odniesienie do nazwy gminy pochodzącej od imienia Celestyna Polakiewicza, który w 1871 roku w drodze spadku objął majątek Radzin po Leopoldzie Radzińskim.
Łaciński wyraz caelestis, od którego utworzono to imię, oznacza: należący do nieba, niebiański. Błękit jest w heraldyce symbolem piękna, wzniosłości, chwały oraz czystości, lojalności, wierności i rzetelności. Barwa złota symbolizuje wiarę, stałość, mądrość i chwałę.

## Struktura powierzchni

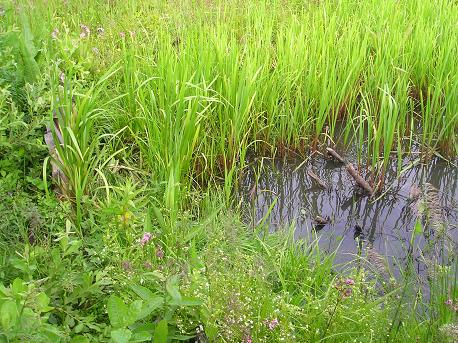

Lasy w gminie Celestynów w przeważającej część terenu wchodzą w skład Mazowieckiego Parku Krajobrazowego (MPK).
Przeważają zbiorowiska borowe, takie jak bór sosnowy suchy, bór sosnowy świeży oraz bór mieszany. Znaczący udział w powierzchni lasów mają też bór mieszany wilgotny i bardzo cenny przyrodniczo bór bagienny. Lasy liściaste (grądy) występują w niewielkich ilościach. Ochroną objęto „rezerwat przyrody Celestynowski Grąd” – fragment dobrze zachowanego lasu liściastego – grądu. Do bardzo cennych należą ols porzeczkowy, ols torfowcowy i niewielkie tereny łęgowe. Nie objęte dotąd ochroną zbiorowiska łęgowe znajdują się w dolinie Strugi i Strugi Majdan.
Osobliwością są liczne, a niestety zanikające na terenie kraju, zbiorowiska roślinności bagiennej i torfowiskowej: torfowisko wysokie, przejściowe i niskie. Dotychczas ochroną rezerwatową objęto „rezerwat przyrody Żurawinowe Bagno” – fragment torfowiska wysokiego i przejściowego „rezerwat przyrody Czarci Dół” – torfowisko wysokie z fragmentami otaczających go borów świeżych i bagiennych oraz „rezerwat przyrody Bocianowskie Bagno” – bory świeże, wilgotne i bagienne ze stanowiskami roślinności torfowiskowej i bagiennej. Cenne przyrodniczo torfowiska to dotąd nie objęte ściślejszą ochroną: Reguckie Bagno torfowisko wysokie i Torfianka – jezioro potorofowiskowe (powstałe w miejscu eksploatacji torfu) otoczone łozowiskami.
Wśród ponad 200 gatunków roślin występujących na terenie gminy Celestynów 30 objętych jest ochroną całkowitą lub częściową. Do roślin całkowicie chronionych należą m.in.: gnidosz królewski, irys syberyjski, kotewka orzech wodny, lilia złotogłów, mącznica lekarska, rosiczka okrągłolistna, storczyk bzowy i widłaki – widłak jałowcowaty, widłak torfowy i wroniec.
Na terenie gminy 35 drzew jest objętych ochroną jako pomniki przyrody. W większości są to dęby szypułkowe i nieliczne egzemplarze lipy drobnolistnej i sosny zwyczajnej.

## Transport kolejowy
Przez Gminę Celestynów przebiega dwutorowy odcinek linii kolejowej nr 7 łączącej Warszawę z Dorohuskiem. Stacja kolejowa znajduje się w Celestynowie, a przystanki w Zabieżkach, Pogorzeli i Starej Wsi. Zatrzymują się na nich pociągi osobowe uruchamiane przez Koleje Mazowieckie, pociąg jeździ tu średnio co godzinę (w szczycie porannym do Warszawy z częstotliwością co około 8-30 minut, zaś w popołudniowym w kierunku do Pilawy i Dęblina). Celestynów jest stacją graniczną dla III strefy biletowej Kolei Mazowieckich, na której część pociągów kończy i rozpoczyna bieg. Jest to jednocześnie stacja od której pociągi kategorii osobowy-przyspieszony zatrzymują się w Otwocku, a później dopiero w Warszawie.

## Ciekawe budowle i miejsca
- Centrum Edukacji Leśnej
- Goździkowe Bagno
- Dwór Radzin
- Cmentarz niemiecki w Ostrowie

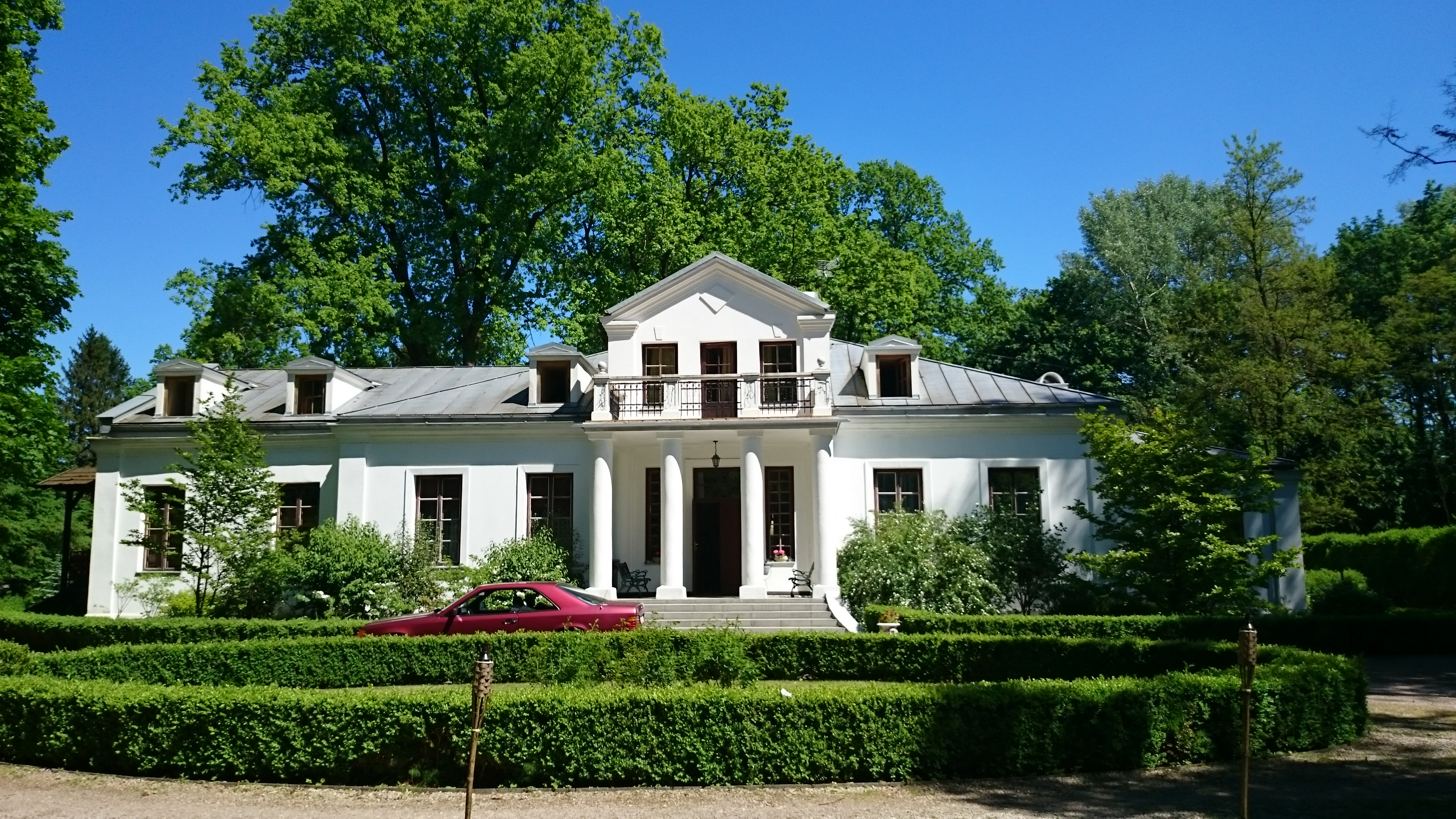
Dworek Radzińskich w Celestynowie

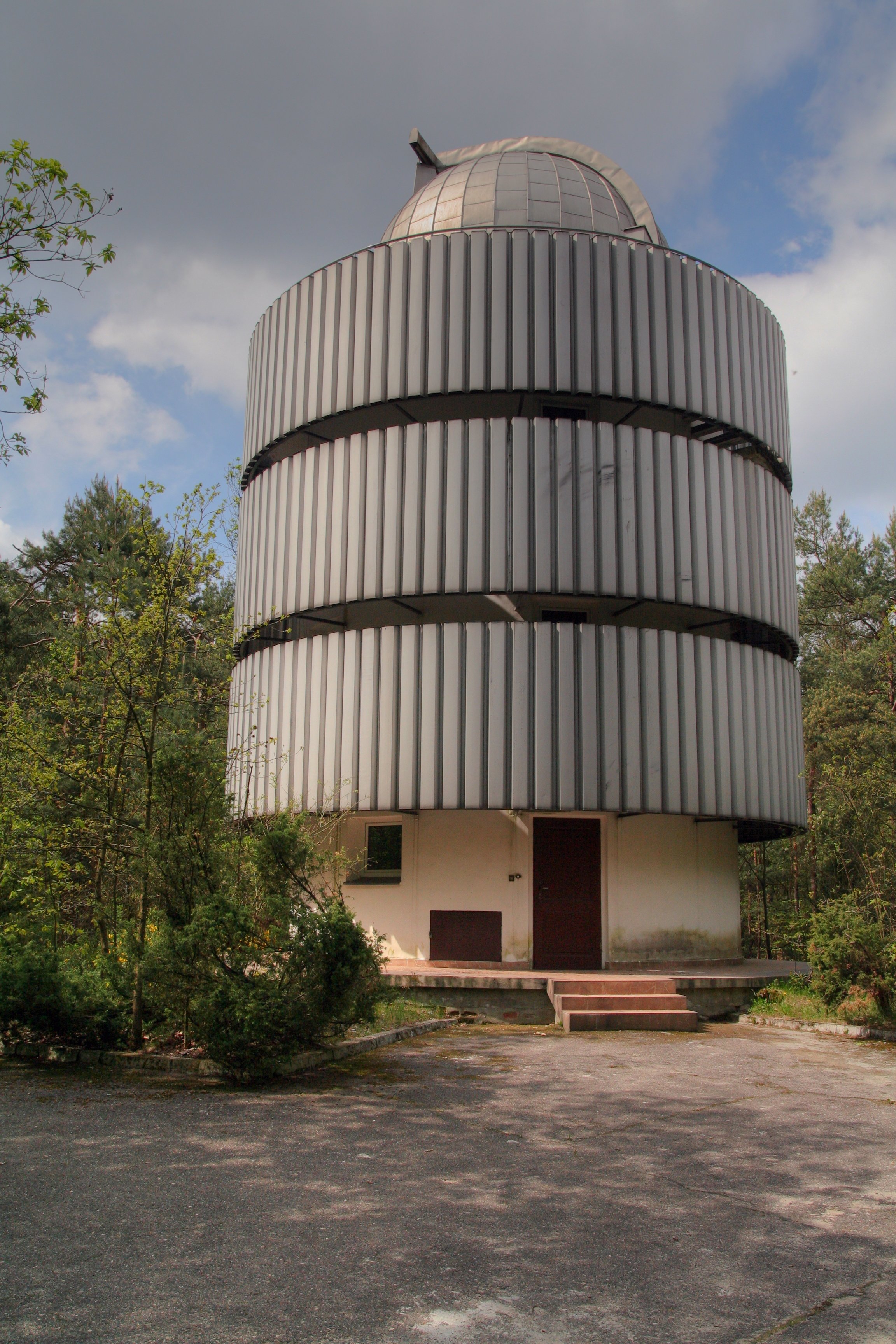
Obserwatorium astronomiczne w Ostrowiku

- Obserwatorium Astronomiczne Uniwersytetu Warszawskiego w Ostrowiku - jest w nim przechowywany meteoryt, który spadł pod Łowiczem w 1935 r.
- Zabytkowy Dworzec PKP w Celestynowie (zbudowany w 1900 roku)
- Instytut Wysokich Ciśnień PAN w Lasku
- Kamień upamiętniający akcję Kedywu pod Celestynowem
- Jedno z największych w Polsce schronisk dla zwierząt
- Kościół pw. Wniebowzięcia Najświętszej Maryi Panny w Celestynowie
- Bagno Całowanie - obszar NATURA 2000
- Rezerwat Celestynowski Grąd

## Ciekawostki
- Do 2014 roku w internecie działał portal Gmina Celestynów Online (GCO) stanowiący niezależne medium, a jednocześnie kompendium wiedzy lokalnej.
- Na terenie gminy w latach 2011–2020 działała regionalna telewizja internetowa TVC, która publikowała oraz transmitowała w serwisie YouTube relacje z wydarzeń, a także własne, stałe produkcje.
- W Starej Wsi znajduje się Centralna Składnica Uzbrojenia Wydziału Zaopatrzenia Komendy Stołecznej Policji.
- W Celestynowie znajduje się Wojskowy Ośrodek Farmacji i Techniki Medycznej oraz Centrum Tresury Psów Wojskowych, w którym nagrano materiał do programu popularnonaukowego DeFacto emitowanego w telewizji TTV
- Na dworcu kolejowym w Celestynowie kręcono produkcje filmowe i serialowe, takie jak Skorumpowani oraz Barwy szczęścia[12].
- Na prawie każdej stacji jednotorowego odcinka linii kolejowej nr 7 znajdował się budynek dworca. Do dziś budynki przetrwały jedynie w Celestynowie, Otwocku i Pilawie.

## Honorowi Obywatele Gminy Celestynów
- Anna Zajączkowska
- Sylwester Porowski
- Hilary Koprowski
- Wojciech Siedlecki

## Ochotnicze Straże Pożarne

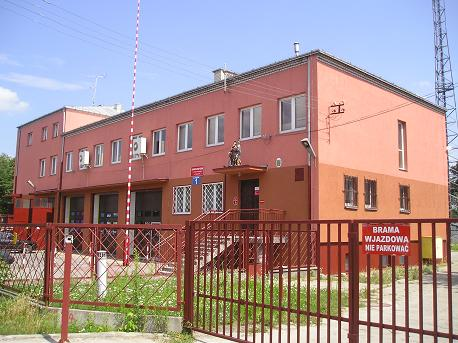
Budynek OSP w Celestynowie

W gminie funkcjonuje 6 jednostek ochotniczej straży pożarnej. Są to:
OSP w Celestynowie, OSP w Dąbrówce, OSP w Dyzinie, OSP w Podbieli, OSP w Regucie i OSP w Zabieżkach.
Najważniejsze osiągnięcia strażaków z Zabieżek:
Mistrzem Polski AD 2004 Strażaków Ochotniczych STIHL Timbersports Series, czyli zawodów w sportowym cięciu drewna został Sławomir Studziński.
Udział strażaków w regionalnych III Mistrzostwach Polski Strażaków – Ochotników STIHL Timbersports Series.
Udział w mistrzostwach Polski w Rewalu w 2005 r. trzech strażaków – zajęcie 7 miejsca przez Sławomira Studzińskiego.
Zajęcie 9 miejsca na Mistrzostwach Europy STIHL Timbersports Series przez strażaka S.Studzińskiego.
Udział w zawodach w Niemczech strażaka Sławomira Studzińskiego

## Turystyka

### Piesze i rowerowe szlaki turystyczne PTTK
- MZ-5070c „Warszawska Obwodnica Turystyczna” o długości 54,6 km
  - Trasa: PKP Warszawa Rembertów - Kamień Piłsudskiego - Barciucha - Warszawa Międzylesie Centrum Zdrowia Dziecka - Zielony Ług - Pod Zagórzem - Biały Ług - MZK Wiązowna - Białek - PKS Mlądz - Meran - Pogorzel Warszawska PKP - Okoły - Biała Góra - Jezioro Czarne - PKS Otwock Wielki - Kępa Nadbrzeska - Góra Kalwaria PKS[13]

- MZ-5083z „Szlak pejzażowy” o długości 31 km
  - Trasa: Kołbiel PKS – Celestynów PKP – Okoły – Otwock, wiadukt kolejowy – Otwock PKP[14]

- MZ-5087y „Szlak wiejski” o długości 21 km
  - Trasa: Stara Wieś PKP – Lasek – Regut – Ponurzyca – Czarci Dół – Osieck, Rynek[15]

- MZ-5088s „Łącznik ponurzycki” o długości 1,7 km
  - Trasa: Ponurzyca-Papizy – Podbiel PKS[16]

- MZ-5089z „Szlak czartów mazowieckich” o długości 17,5 km
  - Trasa: Zabieżki PKP – Krzyż Leśników – Czarci Dół – Ponurzyca – Las Ponurzycki – Kołbiel PKP[17]

- MZ-5096n „Ponadregionalny szlak borów nadwiślańskich” o długości 80 km
  - Trasa: Glinianka PKS – Wola Karczewska – Adamówka – Wólka Mlądzka – Rudka – Otwock – Czerwona Droga – Torfy – Jezioro Czarne – Lasek – Celestynów – Regut – Las Ponurzycki – Zabieżki – Kąciki – Osieck, UG – Łucznica – Garwolin PKP[18]

- PTTK OTWOCK R-1c „Szlak borów nadwiślańskich” o długości 75 km
  - Trasa: Warszawa Radość PKP – Zagórze – Góraszka – Emów – Kamień Leśnika – Dąbrowiecka Góra – Dąbrówka – Celestynów – Regut – Podbiel – Ponurzyca – Czarci Dół – Osieck – Kąciki – Augustówka Ocznia – Jaźwiny – Augustówka – Pilawa[19]

- „Przez Lasy Celestynowsko-Otwockie” o długości 10 km
  - Trasa: Celestynów PKP – Nadleśnictwo Celestynów – Dąbrówka – Dąbrowiecka Góra – Baza Torfy[20]

### Zielony Punkt Kontrolny
W niedzielę, 17 grudnia zainaugurowano działalność Zielonego Punktu Kontrolnego w Nadleśnictwie Celestynów (Celestynów, Karczew, Otwock). Jest to czwarty co do wielkości tego typu projekt w kraju. Na wybranych terenach znajdują się punkty treningowe do biegów na orientację. Mapy są dostępne na stronie internetowej projektu.

## Władze samorządowe gminy wiejskiej

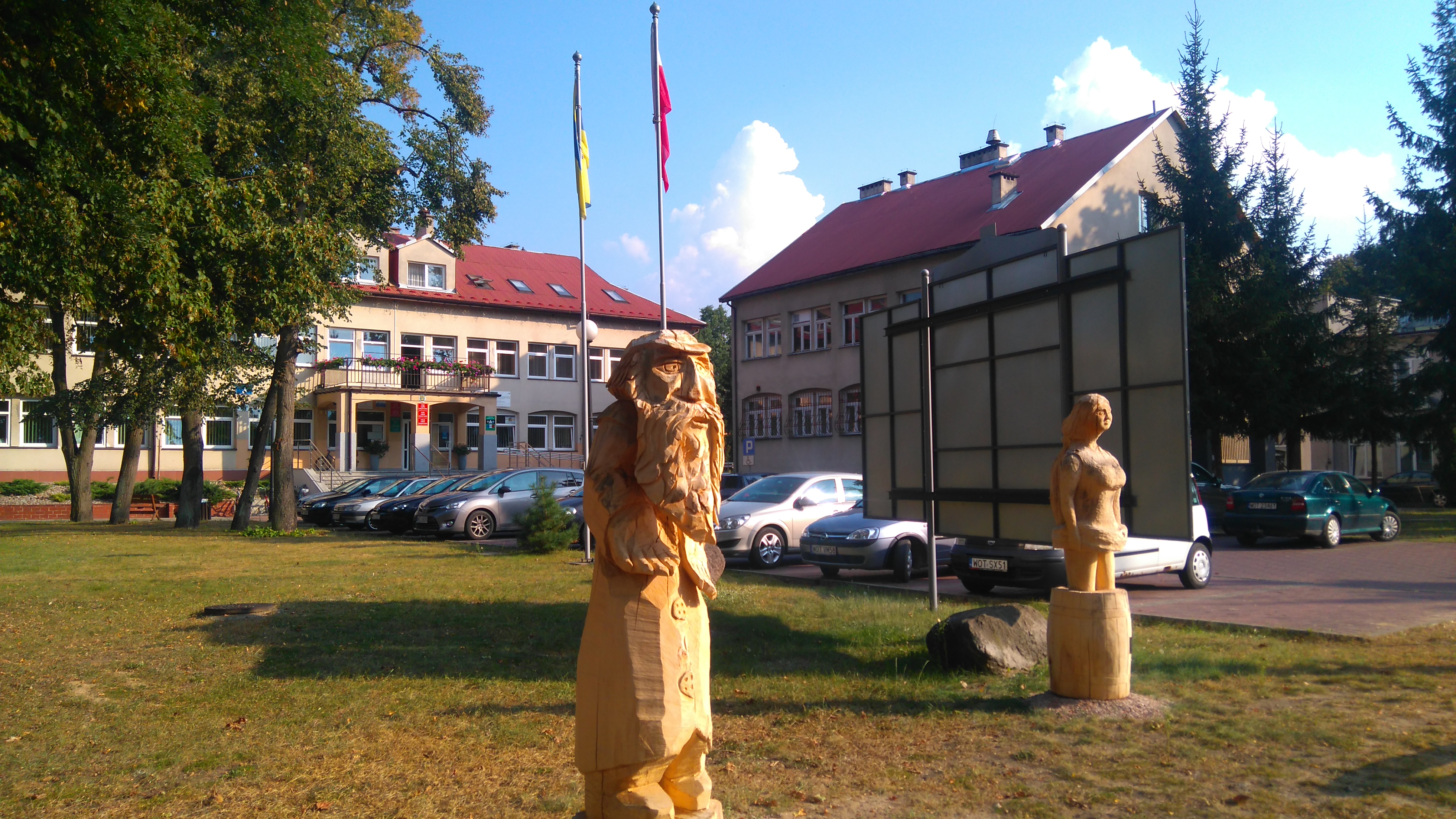
Urząd Gminy Celestynów

| Naczelnicy Celestynowa: - Antonina Teresa Gajewska (1970–1975) - Władysław Bronisz (1975–1980) - Andrzej Mielcuch (1980–1985) - Leszek Piasecki (1985–1990) | Wójtowie Celestynowa: - Tomasz Tadeusz Atłowski (1990-2006) - Stefan Traczyk (2006-2014) - Witold Kwiatkowski (od 2014) |

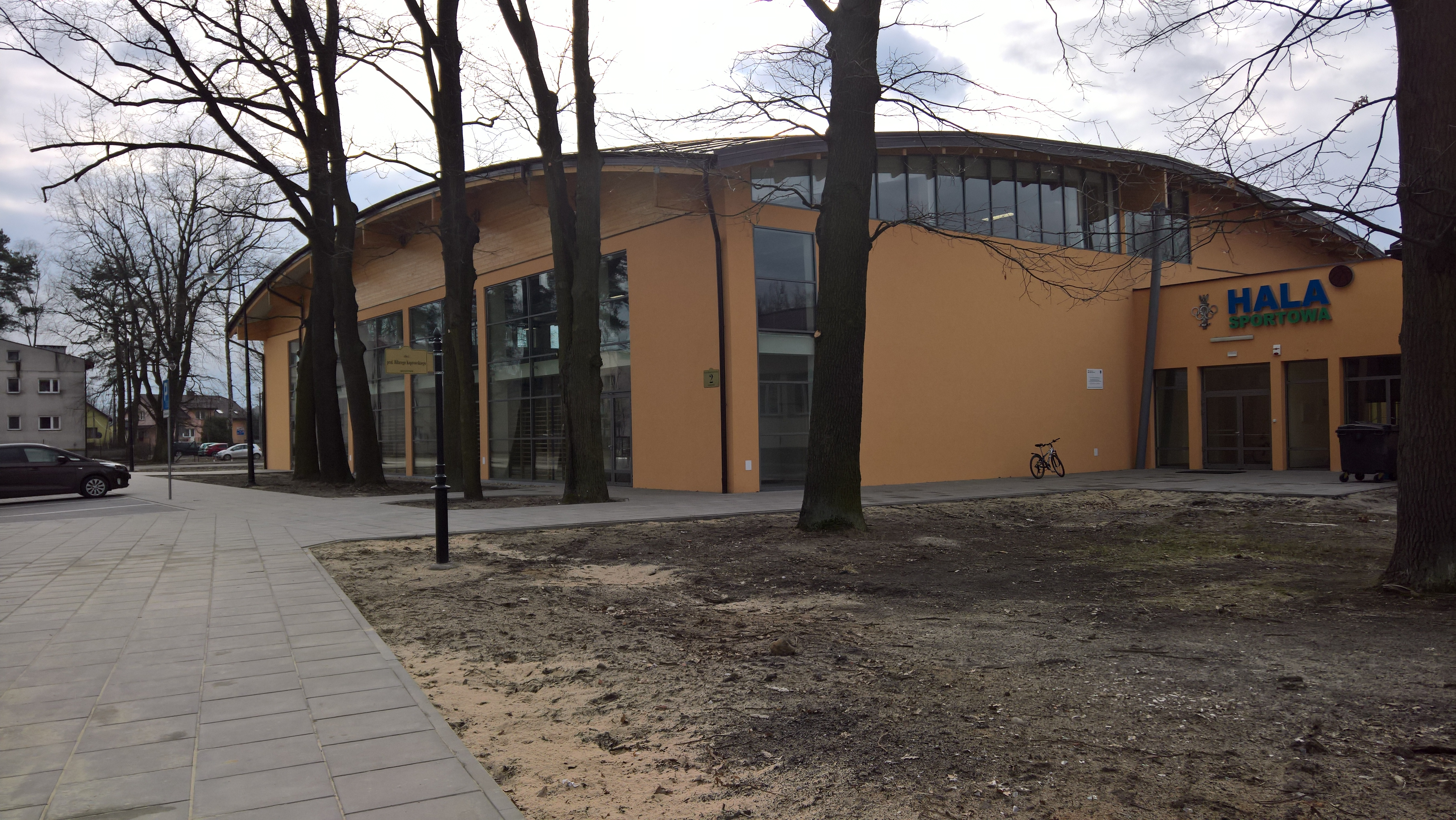
Nowoczesna Hala Widowiskowo-Sportowa w Celestynowie

| Przewodniczący Rady Gminy: - Sylwester Grzywacz (1994–1998) - Krzysztof Kawęcki (1998–2002) - Artur Kubajek (2002–2006) - Bogdan Wójcik (2006–2010) - Mirosław Szyda (2010-2012) - Romuald Ziętala (od 2012) | Wiceprzewodniczący Rady Gminy: - Karol Sewerynowicz (1998-2002) - Witold Kwiatkowski (2002-2006) - Anna Maria Rosłaniec (2006-2010) - Romuald Ziętala (2010-2012) - Tadeusz Floriańczyk (2012-2014) - Damian Krysztofik (od 2014) |

## Sąsiednie gminy
Gminy wiejskie i miejskie sąsiadujące z gminą Celestynowem to:

- Karczew,
- Kołbiel,
- Osieck,
- Otwock,
- Sobienie-Jeziory,
- Wiązowna

## Gminy bliźniacze
Gmina Celestynów od ponad 20 lat współpracuje z francuskim Clapiers. Z okazji 65-lecia Gminy Celestynów przy okazji wizyty delegacji francuskiej posadzono dąb przy ulicy Hilarego Koprowskiego na znak przyjaźni polsko-francuskiej.